# Вестмінстер (Техас)
Вестмінстер (англ. Westminster) — переписна місцевість (CDP) в США, в окрузі Коллін штату Техас. Населення — 1035 осіб (2020).

## Географія
Вестмінстер розташований за координатами 33°21′53″ пн. ш. 96°27′34″ зх. д. / 33.36472° пн. ш. 96.45944° зх. д. (33.364847, -96.459351).  За даними Бюро перепису населення США в 2010 році переписна місцевість мала площу 10,34 км², з яких 10,32 км² — суходіл та 0,02 км² — водойми.

## Демографія
Згідно з переписом 2010 року, у переписній місцевості мешкала 861 особа в 308 домогосподарствах у складі 229 родин. Густота населення становила 83 особи/км².  Було 362 помешкання (35/км²).
Расовий склад населення:
| - 86,8 % — білих - 0,6 % — корінних американців - 0,5 % — чорних або афроамериканців - 10,9 % — осіб інших рас |

До двох чи більше рас належало 1,3 %. Частка іспаномовних становила 19,4 % від усіх жителів.
За віковим діапазоном населення розподілялося таким чином: 26,7 % — особи молодші 18 років, 62,2 % — особи у віці 18—64 років, 11,1 % — особи у віці 65 років та старші. Медіана віку мешканця становила 36,0 року. На 100 осіб жіночої статі у переписній місцевості припадало 96,6 чоловіків;  на 100 жінок у віці від 18 років та старших — 97,8 чоловіків також старших 18 років.
За межею бідності перебувало 17,0 % осіб, у тому числі 19,3 % дітей у віці до 18 років та 0,0 % осіб у віці 65 років та старших.
Цивільне працевлаштоване населення становило 279 осіб. Основні галузі зайнятості: роздрібна торгівля — 22,9 %, мистецтво, розваги та відпочинок — 22,6 %, будівництво — 13,6 %, фінанси, страхування та нерухомість — 10,8 %.